# Tobias Welte
Tobias Welte (* 7. Juli 1959 in Frankfurt am Main; † 10. März 2024) war ein deutscher Mediziner, Internist, Pneumologe und Lehrstuhlinhaber. Er war weltweit anerkannt als Forscher auf dem Gebiet der respiratorischen Erkrankungen.

## Leben
Tobias Welte studierte Humanmedizin an der Medizinischen Hochschule Hannover. Im Anschluss absolvierte er von 1988 bis 1989 einen Studienaufenthalt am Brigham and Women’s Hospital in Boston.
Nachdem er die die Facharztweiterbildung am Kreiskrankenhaus in Lehrte und an der Medizinischen Hochschule Hannover (mit besonderem Interesse an Pneumologie, Infektiologie Intensivmedizin) absolviert sowie die Prüfungen zum Facharzt für Innere Medizin und für Lungen- und Bronchialmedizin bestanden hatte, arbeitete der zum Dr. med. promovierte Mediziner von 1994 bis 2004 am Universitätsklinikum Magdeburg als Oberarzt. Ab 2004 war er als Professor Lehrstuhlinhaber und Chefarzt der Klinik für Pneumologie an der Medizinischen Hochschule Hannover und etablierte Hannover auch als Standort des Deutschen Zentrums für Lungenforschung (DZL). Während der COVID-19-Pandemie in Niedersachsen beriet er als Experte das Niedersächsische Sozialministerium, aber auch (als kommissarischer Ärztlicher Direktor) die Medizinische Hochschule Hannover sowie überregionale Gremien. Zu dieser Zeit war er auch beteiligt an der Ausrichtung der Ausstellung Seuchen – Fluch der Vergangenheit, Bedrohung der Zukunft im Hildesheimer Roemer- und Pelizaeus-Museum. In der Redaktion des Deutschen Ärzteblatts wirkte er unter anderem als Stellvertreter von Christopher Baethge, dem Leiter der medizinisch-wissenschaftlichen Redaktion.
Welte war verheiratet und hatte zwei Kinder. Er starb am 10. März 2024 infolge einer fortgeschrittenen interstitiellen Lungenerkrankung.

## Mitgliedschaften (Auswahl)
- Mitglied der 17. Bundesversammlung (2022) auf Vorschlag der SPD-Fraktion in Niedersachsen.
- Vorstand des Deutschen Zentrums für Lungenforschung[6]
- Direktor des Verbundes Biomedical Research in Endstage & Obstructive Lung Disease (BREATH)[7]
- Vorsitzender der Deutschen Sepsis-Gesellschaft[6]
- Sprecher des klinischen Studienzentrums der Medizinischen Hochschule Hannover[6]
- 2012 bis 2016 Sprecher des Fachkollegiums Entzündung der Deutschen Forschungsgemeinschaft
- Vorsitzender des Stiftungsrats der CAPNETZ Stiftung[8]
- Führungskreis des Kompetenznetzwerkes ASCONET[9]
- Wissenschaftlicher Beirat der Deutschen Gesellschaft für Pneumologie und Beatmungsmedizin (DGP)[10]
- Ab 2018 Mitglied des Wissenschaftlichen Beirats des Deutschen Ärzteblattes
- Fellow of European Respiratory Society (ERS)[11]

## Auszeichnungen
Zusammen mit Erika von Mutius, Klaus F. Rabe und Werner Seeger vom Deutschen Zentrum für Lungenforschung erhielt Welte 2019 den Balzan-Preis für die „Pathophysiologie der Atmung: von der Grundlagenforschung zum Krankenbett“. Die Begründung des Komitees lautete:
„Für die hervorragenden Leistungen von vier exzellenten Wissenschaftlern im Gebiet der Lungenerkrankungen, Erika von Mutius, Klaus Rabe, Werner Seeger und Tobias Welte, die als Team Resultate innovativer Forschung zu neuen Therapien und Verbesserungen der Lebensqualität der Patienten brachten, sowie mit ihrem Deutschen Zentrum für Lungenforschung neue Begeisterung und Ausbildungspfade für nächste Generationen von Wissenschaftlern schafften.“
Er war Ehrenmitglied der Österreichischen Gesellschaft für Pneumologie. Für sein Lebenswerk wurde er von der European Respiratory Society mit dem Sadoul Lecture Award ausgezeichnet.

## Veröffentlichungen
Welte war an mehr als 1000 Publikationen beteiligt und einer der am häufigsten zitierten Wissenschaftler auf dem Gebiet der klinischen Pneumologie.